# Oxira pallens
Oxira pallens là một loài bướm đêm trong họ Noctuidae.